# Leende dansmusik 85
Leende dansmusik 85 är ett studioalbum från 1985 av det svenska dansbandet Matz Bladhs.

## Låtlista
1. Här låg rosornas gård
2. I morgon Marie
3. Floden blev mitt liv
4. Dansa hela natten med mej
5. Ave Maria no morro
6. Det är lätt att bli kär i nån som dig
7. The Rose
8. Emma
9. Dardanella
10. När vi rör varann
11. Skänk en slant
12. Jag är så ensam utan dig
13. I min lilla lilla värld av blommor
14. Fools Rush In